# Teatro Municipal de Lima
El Teatro Municipal de Lima es uno de los principales teatros de la ciudad de Lima. Se ubica en la cuarta cuadra del jirón Ica en pleno centro histórico de la capital del Perú.

## Historia

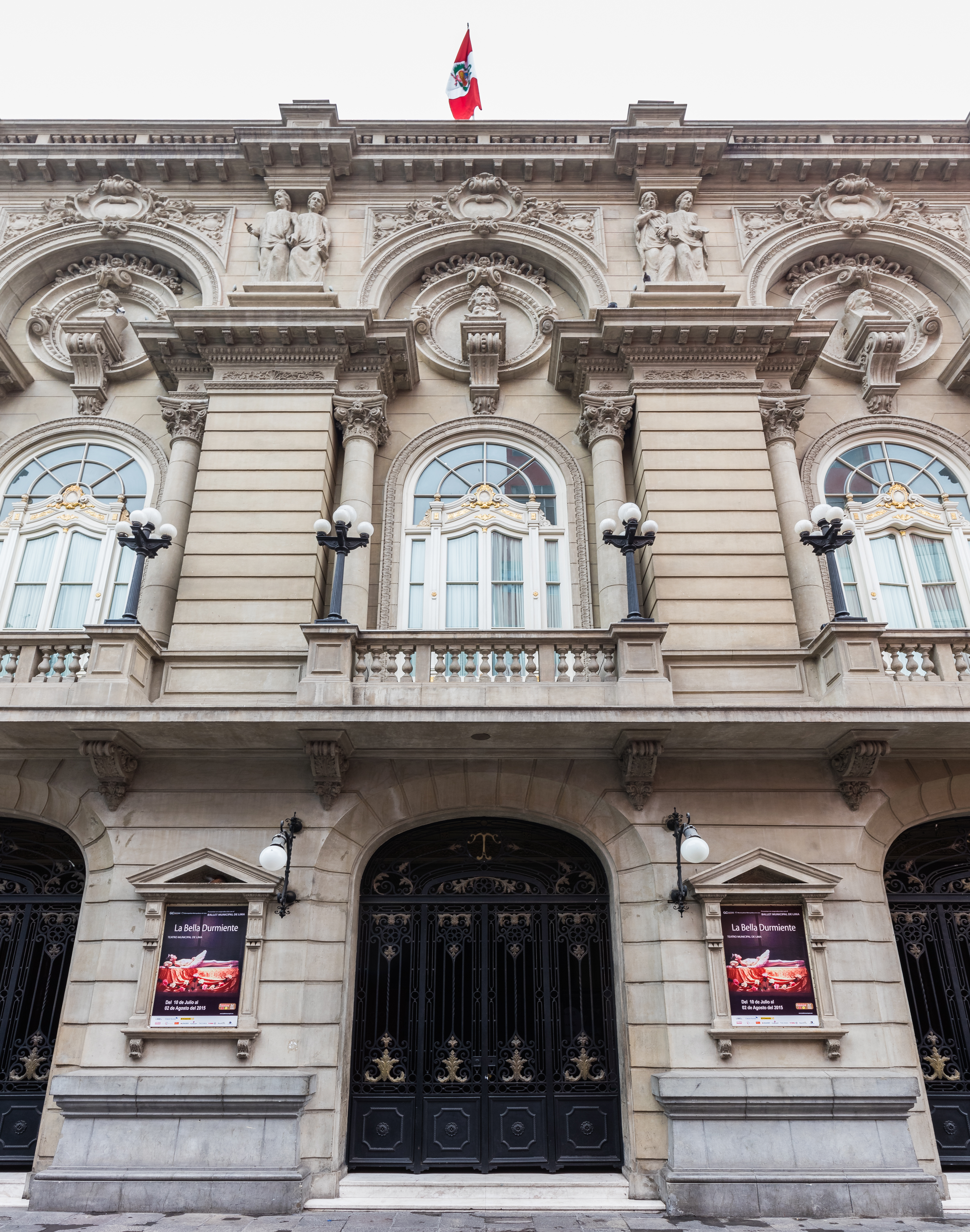
Detalles de la fachada del Teatro Municipal.

Anteriormente en el solar se encontraba el Teatro Olimpo, el cual fue demolido. El Teatro Forero fue construido en 1915 según el diseño de Manuel María Forero Osorio, tacneño de nacimiento. Fue inaugurado el 28 de julio de 1920 con el inicio de la temporada de la Gran Compañía de Opera Italiana de Adolfo Bracale quien interpretara la ópera Aida de Giuseppe Verdi. El teatro llevaba el nombre de su constructor.
Su fachada ostenta tres bustos de los tres más afamados músicos en la historia de la música clásica: Wagner, Beethoven y Liszt; el hall presenta columnas neo clásicas de estilo jónico y al vestíbulo, de gran amplitud, se accede a través de dos imponentes escaleras, de estilo Luis XVI, hechas de mármol. La sala de espectadores es de estilo Renacimiento Italiano.
El diario El Comercio señaló respecto a la primera noche del teatro lo siguiente:

“ Es un teatro que satisface  al más exigente, hermoso, monumental, elegante, con severa elegancia, cómodo y amplio; jamás hemos tenido nada semejante en el Perú y es uno de los mejores teatros de Sudamérica”

En 1929, el Teatro Forero fue comprado por la Municipalidad Metropolitana de Lima y su nombre fue cambiado, pasando a ser el Teatro Municipal, mediante Resolución de Alcaldía del 15 de junio de ese año.

### Incendio y reconstrucción
El 2 de agosto de 1998, durante el ensayo de un espectáculo, el teatro fue consumido por un voraz incendio que duró dos horas y destruyó parte de su estructura sin causar daños estructurales definitivos.
El 23 de abril de 2008, 10 años después de aquel fatídico incendio, la Municipalidad Metropolitana de Lima, anunció que en 12 semanas se empezaría la esperada restauración del Teatro Municipal; contando con los mejores arquitectos y restauradores del medio, se esperaba que a finales del 2009 y comienzos del 2010, se estrenase el nuevo Teatro Municipal, con alguna obra qué diera que hablar. El 29 de abril de 2010, después de más de 12 años se puso fecha para la culminación de la obra, finales de 2010. 
El 11 de octubre de 2010, el Teatro Municipal fue reinaugurado completamente restaurado y renovado.

### Elencos
Desde el año 2024, el Teatro Municipal de Lima cuenta por primera vez en su historia con elencos propios permanentes: la Orquesta del Teatro Municipal de Lima, bajo la dirección del maestro Matteo Pagliari, y el Coro del Teatro Municipal de Lima, dirigido por Armando Vértiz. Esta nueva etapa consolida al teatro como un centro de producción artística integral, fortaleciendo su rol en la vida cultural de la ciudad.